# Cheech & Chong

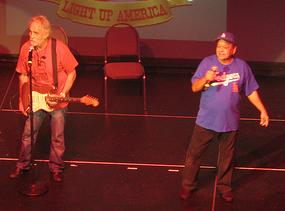
Chong (à esquerda) e Marin durante uma apresentação, em 2009

Cheech and Chong é uma dupla humorística norte-americana que obteve uma larga audiência nas décadas de 1970 e 1980, fazendo diversos filmes com temas como a era dos hippies, "paz e amor" e especialmente a maconha. A fama da dupla se alastrou de forma tão rápida que foram convidados para diversas participações em diversas séries e longa-metragens, como Depois de horas, de Martin Scorsese. A dupla fez sucesso no cinema com caracterizações de hippies usuários de maconha.

## Carreira
A dupla  formada por Richard "Cheech" Marin e Tommy Chong iniciou sua carreira com álbuns de comédia, que obtiveram grande sucesso. Suas principais músicas são "Earache My Eye", "Basketball Jones", "Santa Claus and his Old Lady", e "Sister Mary Elephant". Com o sucesso de seus álbuns, a dupla foi convidada para participar de diversos comerciais, focados na comédia, e logo estrearam sua primeira longa-metragem, o filme Up in Smoke (Queimando Tudo) de 1978.

## Discografia

### Álbuns
- Cheech and Chong—Ode 77010 (1971)
- Big Bambu—Ode 77014 (1972)
- Los Cochinos—Ode 77019 (1973)
- Wedding Album—Ode 77025 (1974)
- Sleeping Beauty—Ode 77040 (1976)
- Up in Smoke—Warner Bros. 3249 (1979)
- Let's Make a New Dope Deal (1980) -- Warner Bros. 3391
- Greatest Hit—Warner Bros. 3614 (1981)
- Get Out of My Room (1985) -- MCA 5640
- Where There's Smoke There's Cheech & Chong --

### Música de trabalho
- Santa Claus And His Old Lady / Dave—Ode 66021 (12/71)
- Basketball Jones featuring Tyrone Shoelaces / Don't Bug Me—Ode 66038 (8/20/73)
- Sister Mary Elephant (SHUDD-UP!) / Wink Dinkerson—Ode 66041 (1973)
- Earache My Eye featuring Alice Bowie / Turn That Thing Down—Ode 66102 (8 de outubro de 1974)
- Black Lassie featuring Johnny Stash / Coming Attractions—Ode 66104 (1974)
- (How I Spent My Summer Vacation) or A Day At The Beach with Pedro & Man, Parts I & II—Ode 66115 (9/75)
- Framed / Pedro's Request—Ode 66124 (1976)
- Bloat On featuring The Bloaters / The Bloaters' Creed (Just Say "Right On!") -- Ode 50471 (1977)
- Up In Smoke / Rock Fight—Warner Bros. 8666 (8/78)
- Born In East L.A. / I'm A (Modern) Man—MCA 52655 (1985)
- I'm Not Home Right Now / Hot Saki—MCA 52732 (1985)

## Filmografia
1. Up in Smoke (Queimando Tudo) (1978)
2. Next Movie (Cheech e Chong Atacam Novamente) (1980)
3. Nice Dreams (Altos sonhos) (1981)
4. It Came From Hollywood (1982)
5. Things Are Tough All Over (Pintou Sujeira) (1982)
6. Still Smokin' (Ainda Doidões) (1983)
7. Yellowbeard (1983)
8. Cheech & Chong's The Corsican Brothers (Os Irmãos Corsos) (1984)
9. Get Out of My Room (1985)
10. After Hours (1985)
11. Born in East L.A. (1987)
12. Far Out Man (1990)
13. Evil Bong - Tommy Chong (2005)
14. Cheech & Chong: Roasted (2008)
15. Cheech & Chong's Hey Wacth This (Documentário sobre a turnê 2008-2009) (2010)
16. Cheech & Chong’s Animated Movie (finalizada em 2013)
17. Up in Smoke 2 (por anunciar)

## Cultura popular
A banda Planet Hemp utilizou de algumas frases da dupla na gravação de seu primeiro CD intitulado de Usuário. Foi mencionado no episódio Um Sonho Legal no meio do Verão dos Simpsons em 2011.
Um dos atores da dupla, Cheech Marin (o bigodudo) fez várias comédias americanas, como Arizona Nunca Mais, nos anos 80, e recentemente atuou no papel de Padre no filme Machete.
Cheech Marin também participou do Seriado Lost como pai do personagem Hurley, um garoto que ganhou na loteria e ficou milionário.
Tommy Chong participou da série de televisão That '70s Show.